# 969 Leocadia
969 Leocadia è un asteroide della fascia principale del diametro medio di circa 19,51 km. Scoperto nel 1921, presenta un'orbita caratterizzata da un semiasse maggiore pari a 2,4626319 UA e da un'eccentricità di 0,2049026, inclinata di 2,29741° rispetto all'eclittica.
L'origine del suo nome è sconosciuta.